# 燕市民歌
「燕市民歌」（つばめしみんか）は、日本の新潟県燕市が新設合併前の1974年（昭和49年）に制定した市民歌である。作詞・燕市民歌制定委員会、補作詞・森菊蔵、作曲・高木東六
。
2006年（平成18年）に西蒲原郡吉田町および分水町と新設合併して以降は、合併前の旧市域を対象とした「地域の歌」とされている。

## 解説
1974年（昭和49年）4月に市制20周年記念事業として制定された。市民歌制定と合わせて市民憲章の採択および市木にマツ、市花にキクがそれぞれ選定されている。

### 新設合併後の扱い
（旧）燕市は2006年（平成18年）3月20日に西蒲原郡吉田町および分水町と新設合併し（新）燕市となった。新設合併方式を採用した場合、合併に参加する同名旧市の名称を引き継いでいても地方自治法上は別個の自治体として扱われるため、旧市が制定した市民歌は合併協議会で個別に存続を取り決めない場合は失効・廃止したものとみなされる。
燕・吉田・分水合併協議会では合併後の市民歌の扱いについて「吉田町、分水町は町歌を制定していないことから、新市発足後、市歌の必要性から検討する」と取り決められたが、燕市が制定した市民歌の扱いに関しては「旧市の歌が当該地域において愛着の深いものである場合は、当該地域の歌として継承していくことも可能とする」とされた。この取り決めを受けて「燕市民歌」は合併前の（吉田・分水両町を含まない）旧市域を対象とした「地域の歌」の扱いで存続している。
2021年（令和3年）5月27日にFM-NIIGATAで放送された市の広報番組『Tsubame Pride 〜Chozen Academy〜』では鈴木力市長をゲストに迎えて「燕市民歌」が流された。合併後の統一的な新市民歌は制定されていないが、市では「推奨歌」として2008年（平成20年）に作成されたご当地ソング「恋ツバメ。」（作詞・作曲：ゴールデン佐藤）を公式サイト上で紹介し、防災無線で演奏している。